# Arquitetura racionalista

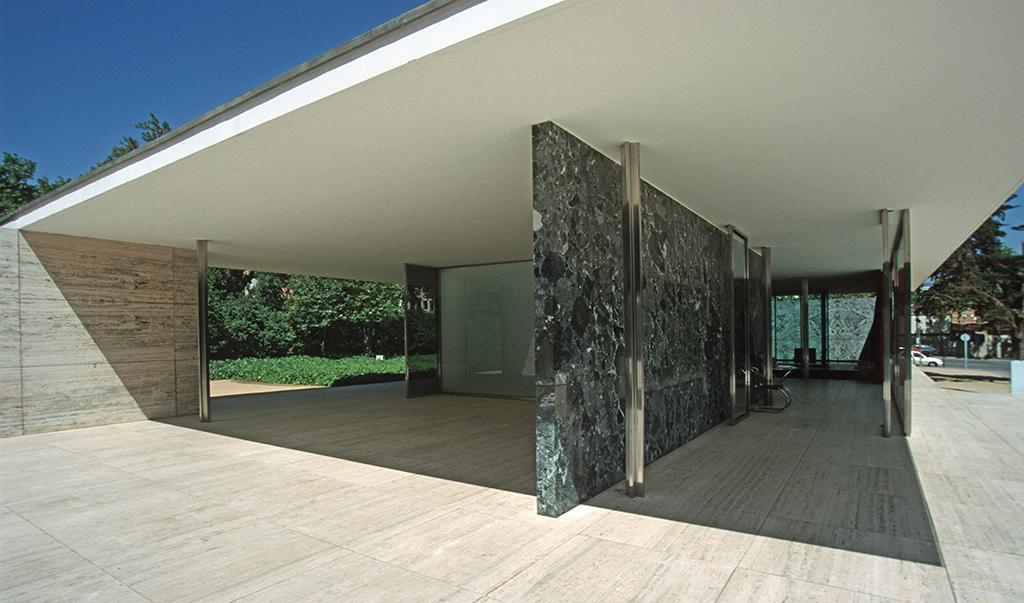
Pavilhão da Alemanha na Expo de Barcelona (detalhe).

A arquitetura racionalista é uma corrente surgida na Europa após a Primeira Guerra Mundial. A Art Nouveau, que rompeu com a contradição e sinalizou o primeiro passo fazia um plastificado das linhas construtivas, derivou em ornamentalismo vazio, pelo que no início do século XX originou-se de uma corrente que rechaçava o tal ornamento e aproveitava as descobertas da chamada Segunda Revolução Industrial, cujo objetivo era encontrar um caminho intermediário entre a renúncia à imitação do antigo e a um excessivo tecnicismo padronizador.
Conjugando todos os propósitos racionalizadores e funcionalistas da arquitetura da Revolução Industrial, que haviam encontrado seu campo de experimentação entre 1890 e 1914, formulam-se no pós-guerra distintas opções arquitetônicas de objetivos e métodos próximos, com um repertório formal com constantes relações até condicionar quase um estilo internacional que apresenta semelhanças com as vanguardas pictóricas, especialmente com o cubismo, baseada nos seguintes princípios:
• Esqueleto estrutural do edifício no lugar de simetria axial
• Predileção pelas formas geométricas simples, com critérios ortogonais
• Emprego da cor e do detalhe construtivo no lugar da decoração sobreposta
• Concepção dinâmica do espaço arquitetônico
• O uso limitado de materiais como o aço, o concreto ou o vidro (novos materiais)
Entre 1925 e 1940, a orientação racionalista difunde-se em toda a Europa, já por obras isoladas ou por penetração de métodos construtivos novos, originando a formação de diversas escolas. Esta difusão está basicamente ligada ao trabalho dos grandes mestres, tanto os meramente racionalistas como os pioneiros do início do século, que recebem encargos de todo o mundo e que, mediante associação ou colaboração com arquitetos locais, contribuem para expandi-lo apesar das resistências oficiais e acadêmicas.
Assim, pode-se dizer que o racionalismo arquitetônico, é a depuração do saturado, deixando somente o essencial, o prático e funcional para cada situação.
Na escola francesa destaca-se o importante trabalho de pesquisa do arquiteto Le Corbusier, principal figura do racionalismo europeu e mundial.

## Origem
O racionalismo arquitetônico corresponde a uma tendência introduzida na Europa, no início do século XX, que mantém forte compromisso com as conquistas da estética do cubismo. A experiência da Bauhaus (1919) é decisiva para o desenvolvimento de uma linhagem racionalista no campo da arquitetura. As pesquisas formais e as tendências construtivistas  realizadas com o máximo de economia na utilização do solo e na construção; a atenção às características específicas de diferentes materiais (madeira, ferro, vidro, metais etc.), a idéia de que a forma artística deriva de um método, ou problema, previamente definido, o que leva à correspondência entre forma e função; e o recurso permanente às novas tecnologias estão entre os principais postulados da escola criada e dirigida por Walter Gropius (1883 - 1969). A utilização de materiais novos, a estrutura aparente, as coberturas planas, o despojamento da ornamentação, as grandes superfícies envidraçadas e a preocupação com o espaço interno do edifício constituem outros pontos centrais da chamada arquitetura racionalista.

## Arquitetos racionalistas mais importantes
- Walter Gropius
- Mies van der Rohe
- Le Corbusier